# Torre El Ciprés
La torre El Ciprés (o «Torre del Ciprer» en valenciano) es una torre de vigilancia costera ubicada en el camino del Ciprés, de la playa de San Juan, en Alicante (España). Fue declarada Bien de Interés Cultural en 1997.

## Historia y descripción
La torre fue terminada en 1565 tal y como reza la inscripción en la parte alta de la misma. Ya en el siglo XVII, se adosó a ella una casa, y pocos años después una ermita. En los años 1980 se derribó la casa, de la que quedan algunos fragmentos de muro, conservándose en la actualidad únicamente la torre y la capilla, que son de propiedad privada y se encuentran abandonadas.
La torre es de planta rectangular y mide 4,50 x 6 metros; se compone de cuatro niveles y está construida totalmente con sillares de buena factura. Por su parte, la capilla también es de planta rectangular, con unas medidas de 4 x 8 m, es de una única nave con puerta en el norte abierta con un arco de medio punto con dovelas de cantería, mientras que el resto de la fábrica es de mampostería.
Todo el conjunto se encuentra abandonado y en ruinas. Tanto la torre como la capilla fueron incendiadas y están vandalizadas.